# Struthioptera
Struthioptera is een geslacht van uitgestorven weekdieren uit de klasse van de Gastropoda (slakken). Exemplaren van dit geslacht zijn slechts als fossiel bekend.

## Soort
- Struthioptera osiris Finlay & Marwick, 1937 †